# Spring Stampede
Spring Stampede var et pay-per-view-show inden for wrestling produceret af World Championship Wrestling. Det var ét af organisationens månedlige shows og blev afholdt i april i 1994 og så igen fra 1997 til 2000. I 2001 skulle showet have været erstattet af WCW's The Big Bang, men det skete aldrig, da WCW blev opkøbt af World Wrestling Federation kort forinden.

## 1994
WCW Spring Stampede 1994 fandt sted d. 17. april 1994 i Rosemont Horizon i Rosemont, Illinois. Showet huskes bl.a. for den klassiske tagteam kamp, hvor Cactus Jack og Max Payne mødte Nasty Boys.
- Johnny B. Badd besejrede Diamond Dallas Page
- WCW World Television Championship: Steven Regal og Brian Pillman kæmpede uafgjort
- WCW World Tag Team Championship: Nasty Boys (Brian Knobbs og Jerry Saggs) besejrede Cactus Jack & Max Payne
- Steve Austin besejrede The Great Muta
- WCW International World Heavyweight Championship: Sting besejrede Rick Rude
- Bunkhouse Buck besejrede Dustin Rhodes i en Bunkhouse Match
- Vader besejrede The Boss
- WCW World Heavyweight Championship: Ric Flair og Ricky Steamboat kæmpede uafgjort

## 1997
WCW Spring Stampede 1997 fandt sted d. 6. april 1997 i Tupelo Coliseum i Tupelo, Mississippi.
- Rey Mysterio besejrede Ultimo Dragon
- WCW Women's Championship: Akira Hokuto besejrede Madusa
- WCW World Television Championship: Prince Iaukea besejrede Lord Steven Regal
- Public Enemy (Rocco Rock og Johnny Grunge) besejrede Steve McMichael og Jeff Jarrett
- WCW United States Heavyweight Championship: Chris Benoit og Dean Malenko kæmpede uafgjort
- WCW World Tag Team Championship: Kevin Nash besejrede Rick Steiner
- Lex Luger besejrede The Giant, Booker T og Stevie Ray i en 4-Way Match
  - Vinderen af denne kamp fik en VM-titelkamp.
  - The Giant havde nedkæmpet både Booker T og Stevie Ray, men taggede så Lex Luger, så han kunne vinde kampen. Luger fik først sin VM-titelkamp mod Hollywood Hogan tre måneder senere.
- Diamond Dallas Page besejrede Randy Savage i en No Disqualification Match

## 1998
WCW Spring Stampede 1998 fandt sted d. 19. april 1998 i Denver Coliseum i Denver, Colorado.
- Goldberg besejrede Perry Saturn
- Ultimo Dragon besejrede Chavo Guerrero jr. (med Eddie Guerrero)
- WCW World Television Championship: Booker T besejrede Chris Benoit
- Curt Hennig besejrede British Bulldog
- WCW Cruiserweight Championship: Chris Jericho besejrede Prince Iaukea
- Rick Steiner & Lex Luger besejrede Scott Steiner & Buff Bagwell
- Psicosis besejrede La Parka
- Hollywood Hogan og Kevin Nash besejrede Roddy Piper og The Giant i en Baseball Bat on a Pole Match
  - Over det ene ringhjørne hang et baseballbat, som wrestlerne havde lov til at kravle op efter og bruge det i kampen. Roddy Piper var med hjælp fra The Giant den første til at få fat i battet.
  - Hogan vandt kampen for sit tagteam, da The Disciple kastede et andet bat ind i ringen og slog Piper i ryggen med det.
  - Efter kampen angreb Hogan sin tagteam-makker Kevin Nash og indikerede en opdeling af nWo.
- WCW United States Heavyweight Championship: Raven besejrede Diamond Dallas Page i en Raven's Rules Match
  - Raven's Flock angreb konstant Diamond Dallas Page i løbet af kampen, og til sidst var han ikke længere i stand til at bekæmpe gruppen.
- WCW World Heavyweight Championship: Randy Savage besejrede Sting
  - Randy Savage vandt dermed for tredje gang VM-titlen i WCW.
  - Dommeren blev slået bevidstløs, og kort efter angreb Hollywood Hogan fra nWo Savage. Kevin Nash kom dog op i ringen også og angreb Sting, så Savage var i stand til at vinde VM-titlen.

## 1999
WCW Spring Stampede 1999 fandt sted d. 11. april 1999 fra Tacoma Dome i Tacoma, Washington. Showet anerkendes som et af de bedste pay-per-view-shows i World Championship Wrestling nogensinde.
- Juventud Guerrera besejrede Blietzkrieg
- Bam Bam Bigelow besejrede Hak i en Hardcore Match
- Scotty Riggs besejrede Mikey Whipwreck
- Konnan besejrede Disco Inferno
- WCW Cruiserweight Championship: Rey Mysterio besejrede Kidman
- Chris Benoit & Dean Malenko besejrede Perry Saturn & Raven
- WCW United States Heavyweight Championship: Scott Steiner besejrede Booker T
  - Dette var finalen i en titelturnering om den ledige WCW United States Heavyweight Championship, som Scott Hall havde været tvunget til at opgive, fordi han var blevet skadet.
- Goldberg besejrede Kevin Nash
- WCW World Heavyweight Championship: Diamond Dallas Page besejrede Ric Flair, Sting og Hollywood Hogan i en 4-Way Match
  - Randy Savage, der havde været væk fra WCW i næsten et helt år, vendte tilbage og var dommer i kampen. Ved ringside havde han sin nye kæreste og manager Georgeous George.
  - Dette var Stings første kamp i ca. et halvt år.
  - Hollywood Hogan blev skadet undervejs i kampen og udgik.
  - Diamond Dallas Page vandt VM-titlen for første gang med lidt hjælp fra Randy Savage.

## 2000
WCW Spring Stampede 2000 fandt sted d. 16. april 2000 i United Center i Chicago, Illinois. Alle titlerne i World Championship Wrestling var blevet erklæret ledige ugen før, efter at Vince Russo og Eric Bischoff havde overtaget kontrollen med organisationen. Showet bestod derfor bl.a. af to titelturneringer om WCW United States Heavyweight Championship og WCW World Tag Team Championship, samt to titelkampe om WCW's VM-titel og WCW Hardcore Championship, der begge var ledige også.
- Tagteam-turnering (semifinale): Lex Luger og Ric Flair besejrede Big Vito, Johnny the Bull, Don Harris og Ron Harris
- Mancow besejrede Jimmy Hart
- US-turnering (første runde): Scott Steiner besejrede The Wall
- US-turnering (første runde): Mike Awesome besejrede Ernest Miller
- Tagteam-turnering (semifinale): Buff Bagwell og Shane Douglas besejrede Big T og Stevie Ray
- US-turnering (første runde): Sting besejrede Booker T
- US-turnering (første runde): Vampiro besejrede Billy Kidman
- WCW Hardcore Championship: Terry Funk besejrede Norman Smiley
- US-turnering (semifinale): Scott Steiner besejrede Mike Awesome
- US-turnering (semifinale): Sting besejrede Vampiro
- WCW Cruiserweight Championship: Chris Candido besejrede The Artist, Crowbar, Shannon Moore, Lash LeRoux og Juventud Guerrera
- WCW World Tag Team Championship (finale): Buff Bagwell og Shane Douglas besejrede Lex Luger og Ric Flair
  - Bagwell og Douglas vandt VM-bælterne med hjælp fra Vince Russo.
- WCW United States Heavyweight Championship (finale): Scott Steiner besejrede Sting
- WCW World Heavyweight Championship: Jeff Jarrett besejrede Diamond Dallas Page
  - Jeff Jarrett vandt sin første VM-titel med hjælp fra Kimberly Page og Eric Bischoff.